# Bönischovy boudy
Bönischovy boudy, počeštěně též Beníšky či Benýšky (německy Bönischbauden, někdy též Bonischovy boudy, Böhnischovy boudy, dříve počeštěně Benešovy boudy či Benešova Hora), je skupina horských bud a krkonošská luční enkláva rozprostírající se na jihozápadním svahu Jeleního vrchu a Špičáku v katastru obce Černý Důl v okrese Trutnov. Boudy jsou tvořeny skupinou šesti chalup, historicky jich bývalo 11.

## Historie
Boudy nesou jméno po svém zakladateli – Bönischovi (možná poněmčený tvar příjmení Beneš), většina rodin obývajících tuto lokalitu nesla toto příjmení. Zakladatelé bud pocházeli ze slezské strany Krkonoš (na rozdíl od typického alpského původu u většiny obyvatel ostatních bud). Boudy byly založeny pravděpodobně v období po třicetileté válce, kdy havíři z Černého Dolu ztratili práci a mnozí z nich museli začít hospodařit v horách. Došlo k vyklučení lesa a vzniku úrodných luk a pastvin, na kterých obyvatelé hospodařili. K roku 1676 doložena v urbáři první písemná zmínka o Georgu Bönischovi, který postavil první boudu. V popisu Čech J. G. Sommera z roku 1835 jsou uváděny „dvě“ Bönischovy boudy, druhá bouda mohla být založena v roce 1732 a hospodařil na ní David Bönisch. Život na boudách byl náročný, obzvláště v zimě, do osady nevedla žádná vozová cesta a všechen materiál byl nutný vynést na zádech v krosnách či svézt na rohačkách. Výjimkou nebyla ani loupežná přepadení (např. přepadení boudy Tobiáše Bönische v roce 1729).
Samotná Bönischova bouda (nazývaná též Kasperhaus – Kašperka či Kašparka) vyhořela roku 1924 (poté, co byli její obyvatelé v roce 1923 úkladně zavražděni) a již nebyla obnovena. Na počátku 20. století se na boudách začal rozvíjet i turismus, na Černohorské boudě bylo provozováno jednoduché pohostinství. Ačkoliv připojení Sudet k Německé říši přijali místní obyvatelé s povděkem, sedm mužů z chalup však padlo na bojištích druhé světové války a nakonec bylo původní německé obyvatelstvo Krkonoš v roce 1945 odsunuto. Chalupy od té doby slouží převážně k rekreačním účelům.

## Současnost
Chalupy mají vlastní jména se nejčastěji odvozují od majitele v 20. století: Wagnerova (Wagnerka), Müllerova (Müllerka), Viktorka, Primavera, Turnovská (Turnovka) a Doktorská (či „Sauna“). Typické je, že se u každé chalupy nachází malý rybníček, některé z chalup nejsou dosud elektrifikovány. U Doktorské boudy byla vysazena skautským oddílem Třináctka 28. října 1968 lípa republiky.
Jihozápadně od Bönischových bud se nachází přezimovací obůrka Digrin, jihovýchodně leží konečná stanice lanové dráhy Saxner patřící k černodolskému lyžařskému areálu. Zde se nachází i parkoviště, ke kterému vede silnice z Lánova. Napříč horskými lukami prochází  žlutá turistická trasa 7210 (Černý Důl – Liščí louka). Beníšky jsou známé jako místo konání skautských kurzů, zejména kurzů FONS.

## Galerie

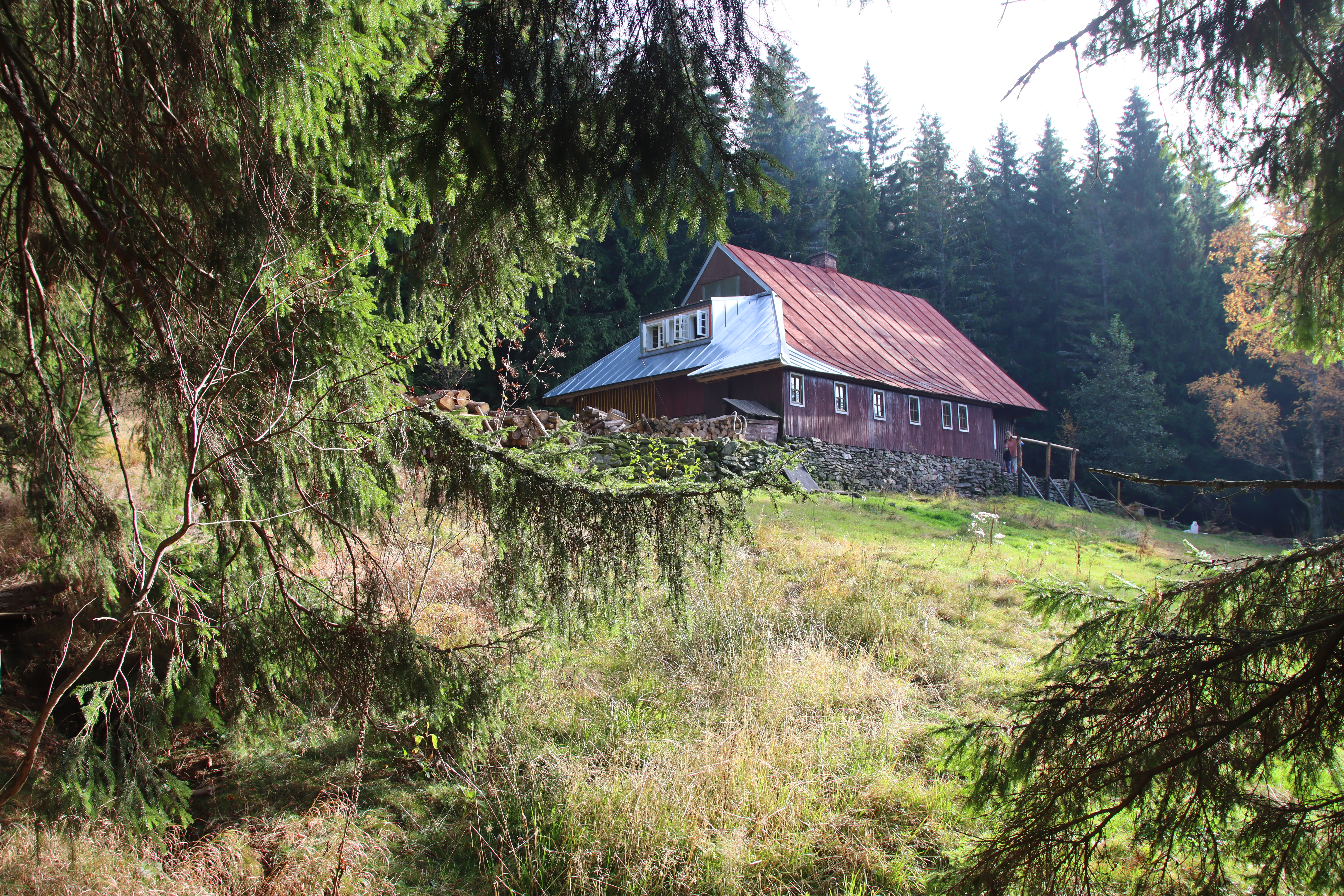
Chata Primavera
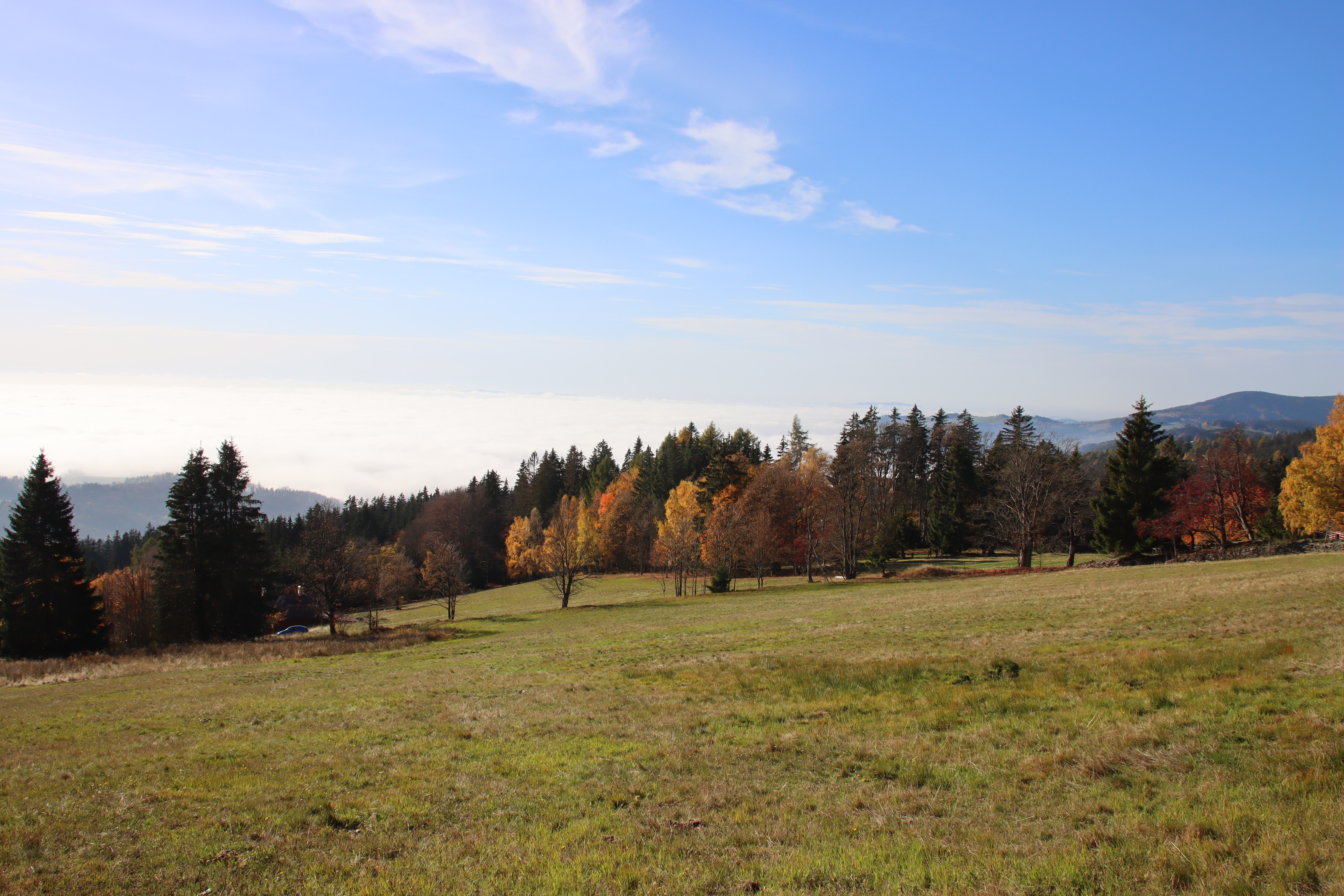
Výhled do nížiny za teplotní inverze
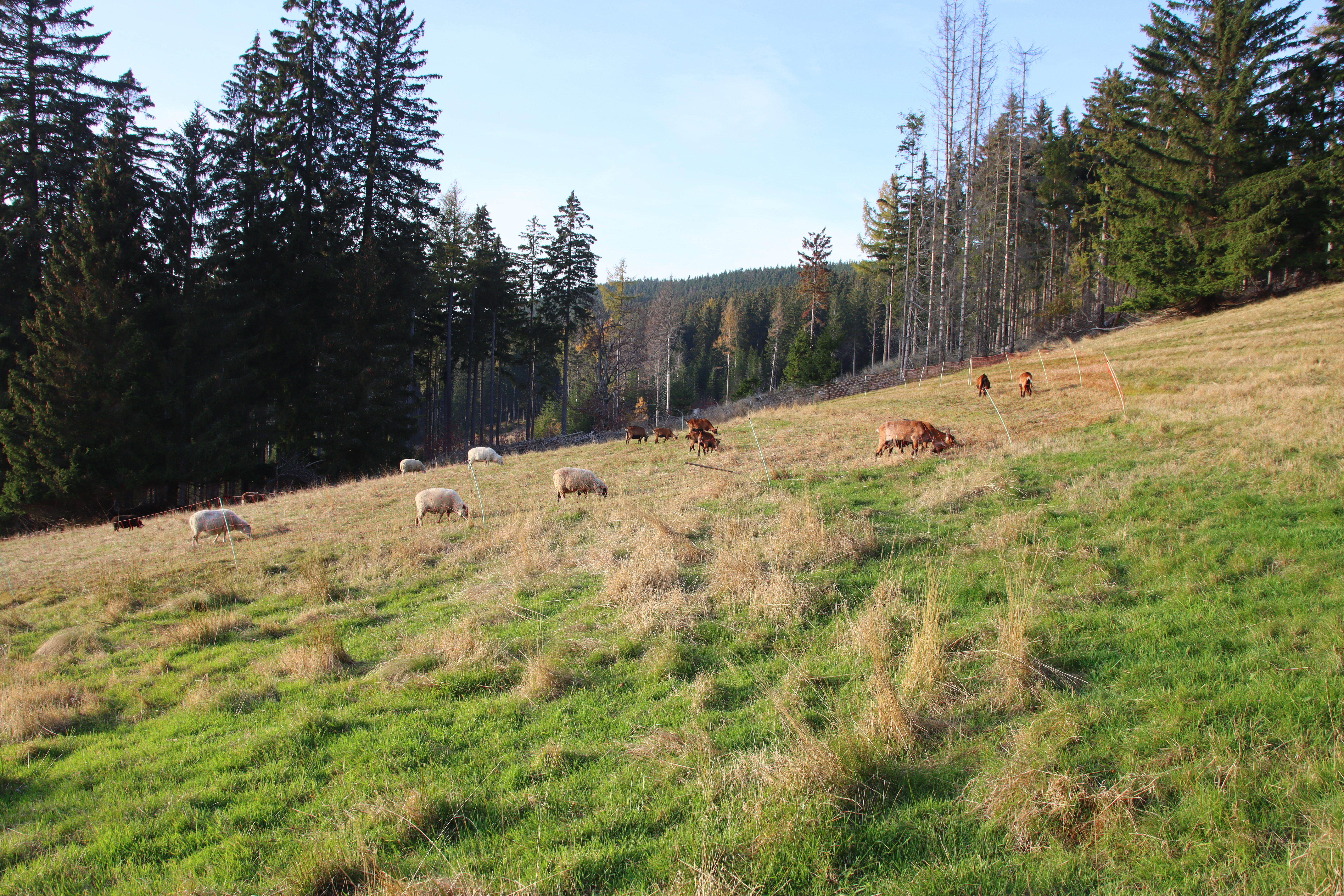
Spásání luk ovcemi a kozami
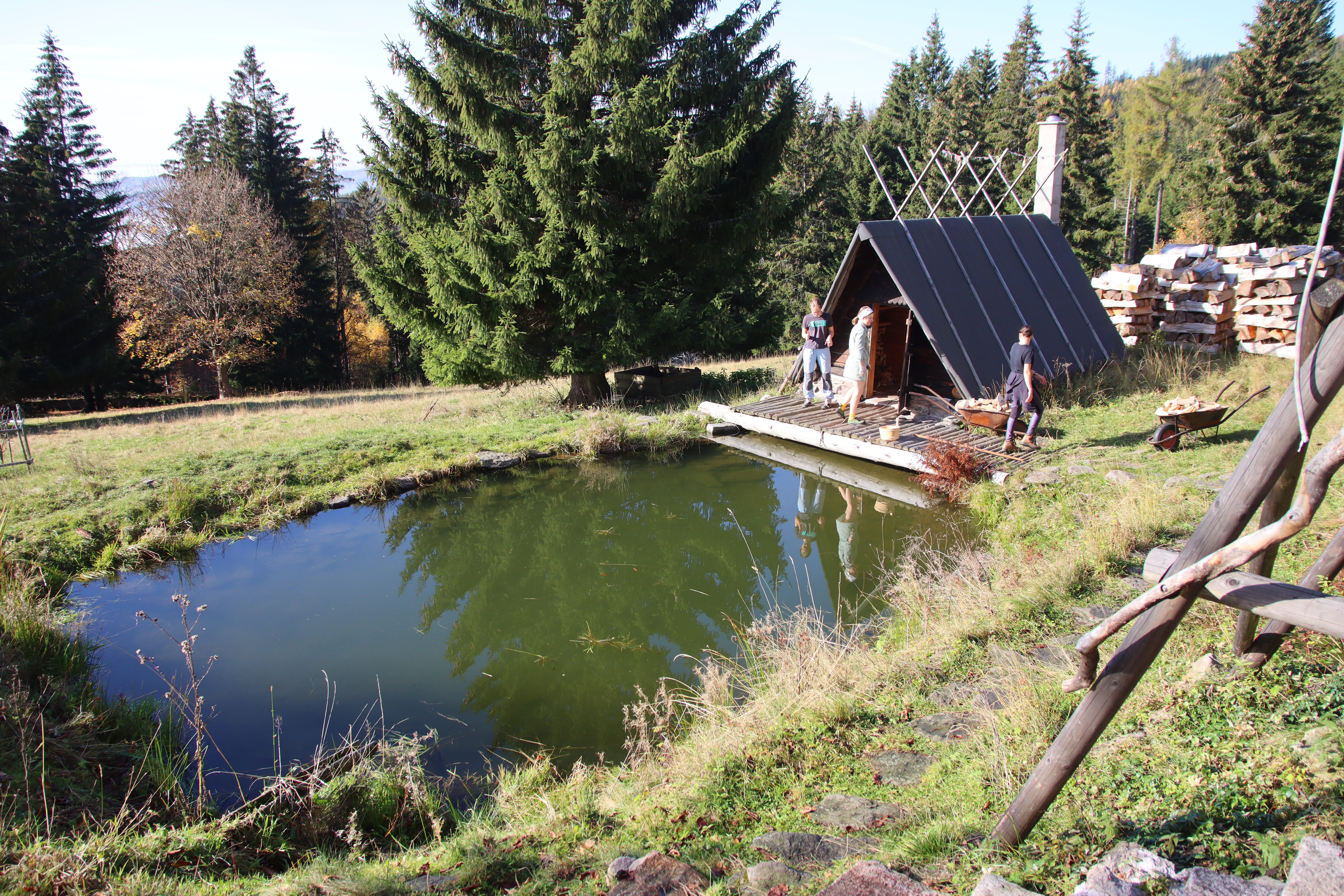
Rybníček u jedné z chalup
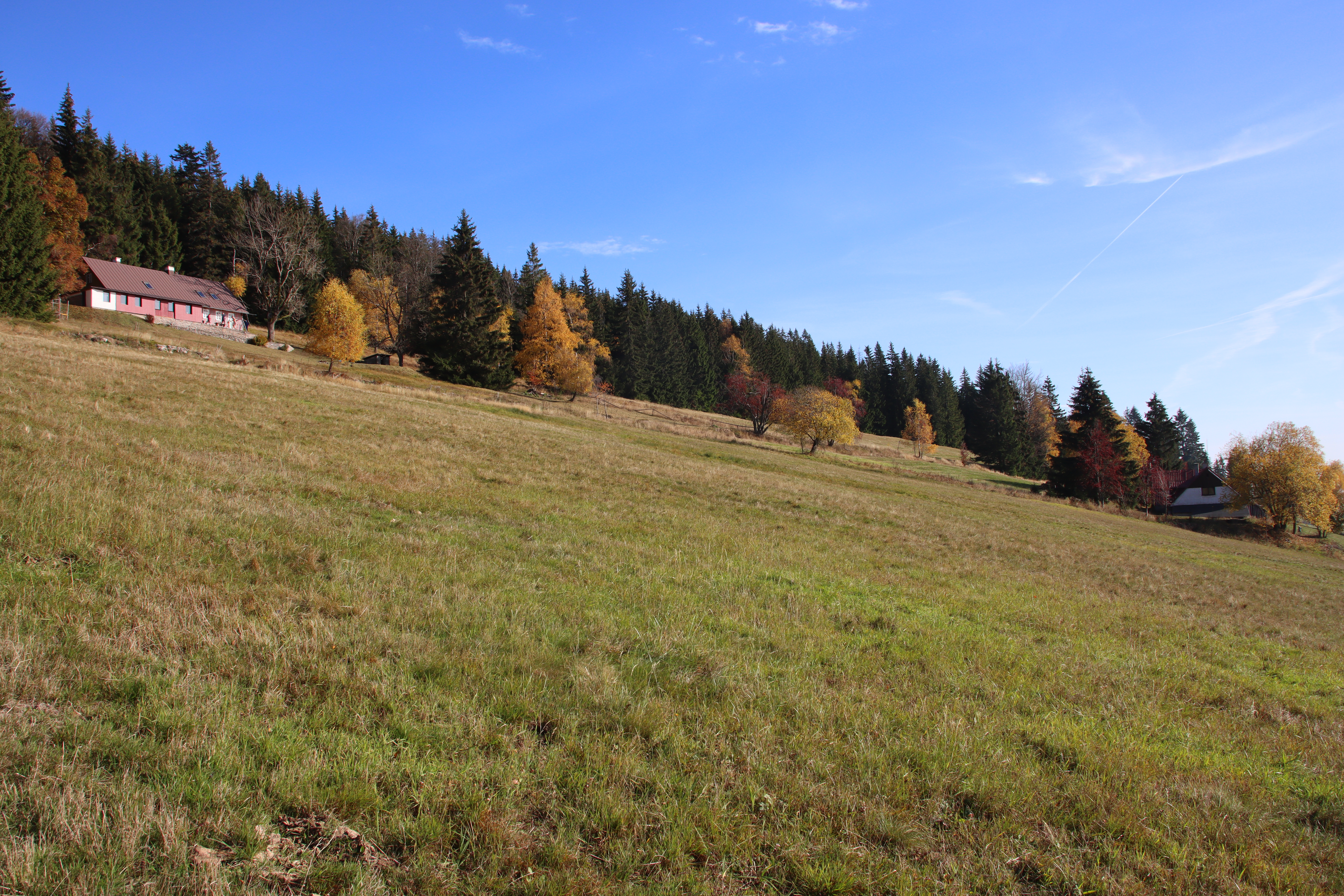
Louky na Beníškách
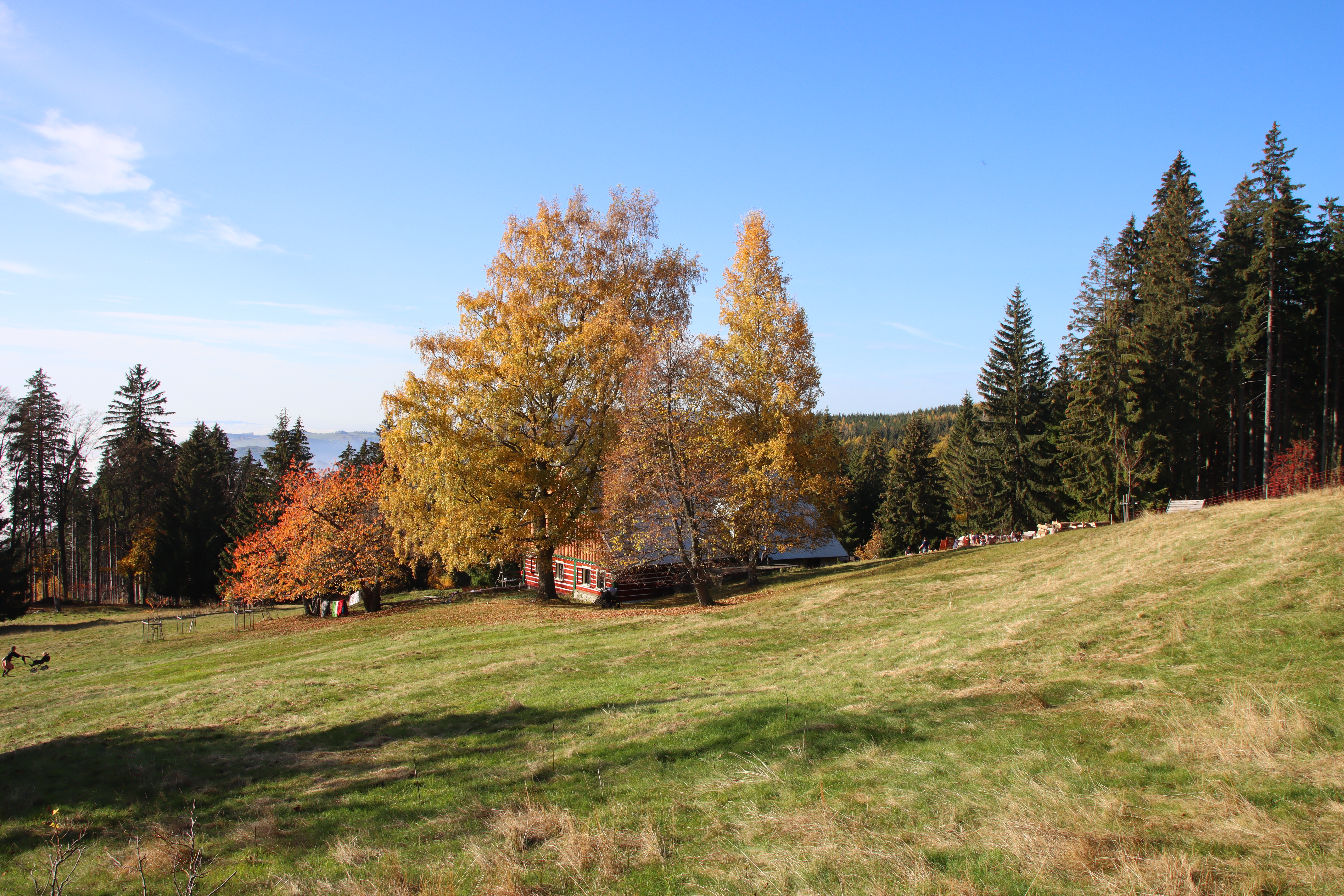
Louky na Beníškách